# Cykuny
Cykuny (biał. Цыкуны; ros. Цыкуны) – wieś na Białorusi, w obwodzie homelskim, w rejonie homelskim, w sielsowiecie Babowiczy.